# Championnat des Comores de football 2020-2021
Navigation
Saison précédente Saison suivante
La saison 2020-2021 du championnat des Comores de football est la trente-septième édition de la première division comorienne. Après une phase régionale se déroulant du 7 novembre 2020 au 15 juin 2021, les champions de première division des trois îles des Comores (Anjouan, Grande Comore et Mohéli) s'affrontent dans une triangulaire en matchs aller seulement au sein d'une poule unique.
Cette triangulaire était prévue du 15 mai au 15 juin 2021. Néanmoins, les compétitions nationales sont suspendues par décret présidentiel du 27 janvier 2021 en raison de la pandémie de Covid-19 ; bien qu'une note du ministère des sports du 23 février 2021 ait autorisée la reprise des compétitions de la Fédération comorienne de football, le championnat ne reprend son déroulement que le 23 juin 2021, avec une phase finale nationale prévue du 5 au 15 août 2021, puis reportée du 21 au 25 août 2021.
L'US Zilimadjou conserve son titre à l'issue de la saison, remportant ainsi son quatrième championnat.

## Phase régionale
Le classement est établi sur le barème de points (victoire à 3 points, match nul à 1, défaite à 0).

### Grande Comore
| Rang | Équipe                   | Pts | J  | G  | N | P  | Bp | Bc | Diff |
| ---- | ------------------------ | --- | -- | -- | - | -- | -- | -- | ---- |
| 1    | US Zilimadjou T          | 49  | 20 | 15 | 4 | 1  | 34 | 7  | +27  |
| 2    | FC Hantsindzi            | 34  | 20 | 10 | 4 | 6  | 18 | 13 | +5   |
| 3    | Ngaya Club               | 33  | 20 | 9  | 6 | 5  | 27 | 17 | +10  |
| 4    | Volcan Club              | 33  | 20 | 10 | 3 | 7  | 30 | 21 | +9   |
| 5    | Elan Club                | 30  | 20 | 9  | 3 | 8  | 22 | 22 | 0    |
| 6    | Etoile des Comores P     | 29  | 20 | 8  | 5 | 7  | 25 | 21 | +4   |
| 7    | FC Malé                  | 29  | 20 | 8  | 5 | 7  | 24 | 24 | 0    |
| 8    | JACM                     | 27  | 20 | 8  | 3 | 9  | 19 | 22 | -3   |
| 9    | Petit Harlem P           | 18  | 20 | 5  | 3 | 12 | 16 | 30 | -14  |
| 10   | US Mbéni P               | 17  | 20 | 5  | 2 | 13 | 21 | 39 | -18  |
| 11   | Twamaya FC               | 11  | 20 | 3  | 2 | 15 | 25 | 45 | -20  |
| 12   | Amical Club de Chezani P | 0   | 0  | 0  | 0 | 0  | 0  | 0  | 0    |

### Anjouan
| Rang | Équipe                  | Pts | J  | G  | N | P  | Bp | Bc | Diff |
| ---- | ----------------------- | --- | -- | -- | - | -- | -- | -- | ---- |
| 1    | Ngazi Sport             | 40  | 18 | 12 | 4 | 2  | 37 | 17 | +20  |
| 2    | JS Bazimini P           | 30  | 18 | 8  | 6 | 4  | 26 | 21 | +5   |
| 3    | Étoile d'or             | 30  | 18 | 7  | 9 | 2  | 22 | 17 | +5   |
| 4    | Gombessa Sport          | 28  | 18 | 8  | 4 | 6  | 25 | 14 | +11  |
| 5    | Chirazienne P           | 25  | 18 | 7  | 4 | 7  | 25 | 25 | 0    |
| 6    | Yakélé Sport P          | 24  | 18 | 6  | 6 | 6  | 21 | 20 | +1   |
| 7    | FC Ouani                | 22  | 18 | 6  | 4 | 8  | 25 | 24 | +1   |
| 8    | Ziarra Club             | 18  | 18 | 4  | 6 | 8  | 13 | 26 | -13  |
| 9    | Mrango Club de Kavani P | 16  | 18 | 3  | 7 | 8  | 9  | 23 | -14  |
| 10   | Olympique de Missiri C  | 10  | 18 | 2  | 4 | 12 | 11 | 27 | -16  |

### Mohéli
| Rang | Équipe           | Pts | J  | G | N | P  | Bp | Bc | Diff |
| ---- | ---------------- | --- | -- | - | - | -- | -- | -- | ---- |
| 1    | FCN Espoir       | 26  | 14 | 8 | 2 | 4  | 23 | 10 | +13  |
| 2    | FC Chihouzi P    | 25  | 14 | 7 | 4 | 3  | 23 | 17 | +6   |
| 3    | Ouragan Club     | 20  | 14 | 5 | 5 | 4  | 25 | 17 | +8   |
| 4    | Fomboni FC       | 20  | 14 | 5 | 5 | 4  | 20 | 17 | +3   |
| 5    | Belle Lumière P  | 20  | 14 | 5 | 5 | 4  | 15 | 14 | +1   |
| 6    | Étoile du Centre | 19  | 14 | 5 | 4 | 5  | 21 | 19 | +2   |
| 7    | Juno Club        | 17  | 14 | 4 | 5 | 5  | 18 | 19 | -1   |
| 8    | Chikabwe         | 5   | 14 | 1 | 2 | 11 | 6  | 38 | -32  |

## Phase nationale
La phase finale se tient du 18 au 22 août 2021. En raison de la période tardive vis-à-vis du tirage au sort du tour préliminaire de la Ligue des champions de la CAF 2021-2022 qui a lieu le 13 août 2021, le champion des Comores ne participera pas à cette compétition. Il disputera par contre la Coupe arabe des clubs champions.

### Les équipes participantes
- Ngazi Sport - Champion d'Anjouan
- US Zilimadjou  - Champion de Grande Comore
- FCN Espoir - Champion de Mohéli

### Les matchs
Tous les matchs se déroulent sur terrain neutre.
| Rang | Équipe          | Pts | J | G | N | P | Bp | Bc | Diff |  | Résultats (▼ dom., ► ext.) | USZ | NGA | FCN |
| ---- | --------------- | --- | - | - | - | - | -- | -- | ---- |  | -------------------------- | --- | --- | --- |
| 1    | US Zilimadjou T | 4   | 2 | 1 | 1 | 0 | 4  | 1  | +3   |  | US Zilimadjou T            |     | 1-1 | 3-0 |
| 2    | Ngazi Sport     | 4   | 2 | 1 | 1 | 0 | 3  | 1  | +2   |  | Ngazi Sport                |     |     | 3-2 |
| 3    | FCN Espoir      | 0   | 2 | 0 | 0 | 2 | 2  | 6  | -4   |  | FCN Espoir                 |     |     |     |

## Bilan de la saison
| Championnat des Comores de football 2020-2021 |                          |
| Champion                                      | US Zilimadjou (4e titre) |
| Coupes et trophées                            |                          |
| Vainqueur de la Coupe des Comores 2020-2021   | Olympique de Missiri     |
| Qualifications continentales                  |                          |
| Ligue des champions de la CAF 2021-2022       | Aucun club               |
| Coupe de la confédération 2021-2022           | Olympique de Missiri     |
| Promotions et relégations                     |                          |
| Promus en première division                   | Alizé Fort               |
| Promus en première division                   | Djabal FC                |
| Promus en première division                   | Aventure Club de Ouellah |
| Promus en première division                   | US Ntsaoueni             |
| Promus en première division                   | AS Daoueni               |
| Promus en première division                   | Komorozine de Domoni     |
| Promus en première division                   | FC Atlético Mutsamudu    |
| Promus en première division                   | Steal Nouvel de Sima     |
| Promus en première division                   | Arsenal Mlabanda         |
| Promus en première division                   | Nouvel Espoir            |
| Relégués en deuxième division                 | Petit Harlem             |
| Relégués en deuxième division                 | US Mbéni                 |
| Relégués en deuxième division                 | Twamaya FC               |
| Relégués en deuxième division                 | Amical Club de Chezani   |
| Relégués en deuxième division                 | FC Ouani                 |
| Relégués en deuxième division                 | Ziarra Club              |
| Relégués en deuxième division                 | Mrango Club de Kavani    |
| Relégués en deuxième division                 | Olympique de Missiri     |
| Relégués en deuxième division                 | Juno Club                |
| Relégués en deuxième division                 | Chikabwe                 |